# Minority
Minority è un brano del gruppo punk rock statunitense Green Day, primo singolo estratto dall'album Warning, edito nel 2000.
La canzone ha raggiunto la prima posizione nella classifica Billboard Modern Rock Tracks nel 2000.

## Struttura e contenuto
Il frontman della band, Billie Joe Armstrong, dichiarò:
Un verso della canzone recita "abbasso la maggioranza morale" ("down with the moral majority") e si riferisce all'omonima organizzazione statunitense socialmente conservatrice e ora dissolta, la Moral Majority.
Il successo della canzone è dovuto in larga parte alla sua introduzione alquanto inconsueta: dopo un breve arpeggio acustico all'ascoltatore è proposto immediatamente il ritornello, dal ritmo assai incalzante. Questa struttura rende la canzone adatta alle performance dal vivo.

## Video
Il videoclip di questo singolo mostra i Green Day in parata per le strade della zona Downtown di San Diego (California) su uno strano carro allegorico, al quale sono ancorati tre palloni aerostatici che rappresentano i tre componenti del gruppo.
Il video termina con il trio che distrugge il carro e con i tre palloni che vengono lasciati volare.

## Tracce

### CD
1. Minority (radio version)
2. Brat (live in Tokyo)
3. 86 (live in Praga)

### AU Single
1. Minority - 2:49 (album version)
2. Brat - 1:42 (live in Tokyo)
3. 86 - 2:59 (live in Praga)
4. Jackass - 2:47 (album version)

### 7"

#### A-side
1. Minority
2. Brat (live)

#### B-side
1. Jackass
2. 86 (live)

## Formazione
- Billie Joe Armstrong - voce, chitarra e armonica a bocca
- Mike Dirnt - basso e voce
- Tré Cool - batteria

## Classifiche
| Classifica (2000)             | Posizione massima |
| ----------------------------- | ----------------- |
| Australia                     | 29                |
| Italia                        | 19                |
| Nuova Zelanda                 | 38                |
| Regno Unito                   | 18                |
| Regno Unito (rock & metal)    | 1                 |
| Stati Uniti                   | 101               |
| Stati Uniti (alternative)     | 1                 |
| Stati Uniti (mainstream rock) | 15                |